# Kachanari
Kachanari – gaun wikas samiti we wschodniej części Nepalu w strefie Sagarmatha w dystrykcie Siraha. Według nepalskiego spisu powszechnego z 2001 roku liczył on 887 gospodarstw domowych i 5543 mieszkańców (2646 kobiet i 2897 mężczyzn).